# M.A.D.E.
Albums de Memphis Bleek
The Understanding
(2000) 534
(2005)
Singles
1. Round Here
Sortie : 12 octobre 2003
2. Need Me In Your Life
Sortie : 2003

M.A.D.E. est le troisième album studio de Memphis Bleek, sorti le 6 décembre 2003.
L'album s'est classé 5e au Top R&B/Hip-Hop Albums et 35e au Billboard 200.

## Liste des titres
| No  | Titre                                                                                              | Contient un (des) sample(s) de                                           | Durée |
| --- | -------------------------------------------------------------------------------------------------- | ------------------------------------------------------------------------ | ----- |
| 1.  | Roc-a-Fella Get Low Respect It (Produit par Coptic)                                                | I'm Back de The New Birth                                                | 3:17  |
| 2.  | Everything's a Go (featuring Jay-Z – Produit par Just Blaze)                                       | Pieces des Stylistics The Payback de James Brown                         | 3:34  |
| 3.  | Round Here (featuring Trick Daddy et T.I. – Produit par Just Blaze)                                |                                                                          | 5:09  |
| 4.  | Just Blaze, Bleek & Free (featuring Freeway – Produit par Just Blaze)                              | Givin' Me Your Love des Facts of Life Public Enemy No. 1 de Public Enemy | 4:15  |
| 5.  | We Ballin' (featuring Young Chris et Livin Proof – Produit par Scott Storch)                       |                                                                          | 4:25  |
| 6.  | Hypnotic (featuring Jay-Z et Beanie Sigel – Produit par Just Blaze)                                |                                                                          | 6:14  |
| 7.  | I Wanna Love U (featuring Donell Jones – Produit par Kanye West)                                   | P. Y. T. (Pretty Young Thing) de Michael Jackson                         | 3:24  |
| 8.  | War (Produit par Just Blaze)                                                                       |                                                                          | 3:48  |
| 9.  | My Life (featuring Latif – Produit par T.T. et E Bass)                                             |                                                                          | 4:55  |
| 10. | Need Me In Your Life (featuring Nate Dogg – Produit par D-Roy et Mr.B)                             |                                                                          | 3:56  |
| 11. | Murda Murda (featuring Jay-Z et Beanie Sigel – Produit par Scott Storch)                           | Hold It Now, Hit It des Beastie Boys                                     | 5:22  |
| 12. | Hell No (Produit par Just Blaze)                                                                   |                                                                          | 4:03  |
| 13. | Hood Muzik (featuring M.O.P. – Produit par Darryl « Digga » Branch)                                |                                                                          | 3:15  |
| 14. | Understand Me Still (featuring Rell – Produit par T.T. et E Bass)                                  |                                                                          | 4:37  |
| 15. | Do It All Again (featuring Rell, Lil Cease et Geda K – Produit par Zukhan)                         | I Wouldn't Change a Thing de Coke Escovedo                               | 4:54  |
| 16. | 1, 2 Y'all (featuring Jay-Z, Lil Cease et Geda K – Produit par Robert « Shim » Kirkland et E Bass) | UFO d'ESG Cashmere Thoughts de Jay-Z                                     | 5:45  |
| 17. | R.O.C. (Produit par Just Blaze)                                                                    |                                                                          | 3:59  |